# Nä, dra åt skogen!
Nä, dra åt skogen! (originaltitel: For Pete's Sake) är en amerikansk komedifilm från 1974, regisserad av Peter Yates. Rollerna spelas av bland andra Barbra Streisand, Michael Sarrazin och Estelle Parsons.

## Handling
Henrietta och Pete Robbins är ett ungt par som försöker klara sig på Petes lön som taxichaufför. Petes svägerska påminner honom ofta och gärna om hur bra hon och hennes make har det ekonomiskt. När Henrietta får ett insidertips om hur lönsamt det kommer att bli med fläsk satsar hon på detta genom att låna 3.000 dollar från en lånehaj. Men fläskbranschen går inte så bra så hon tvingas sälja kontraktet vidare till Mrs Cherry som driver en prostitutionsring. Henrietta tvingas ge sig in i fler och fler verksamheter som bomber och boskapsstöld, och försöker hålla allt hemligt för sin älskade Pete.